# His Wife's Mistakes
His Wife's Mistakes er en amerikansk stumfilm fra 1916 af Roscoe Arbuckle.

## Medvirkende
- Roscoe Arbuckle.
- Minta Durfee som Mrs. I. Steele.
- Al St. John.
- William Jefferson som Mr. I. Steele
- Arthur Earle som Percy Dovewing / R.U. Stout